# Bassin de la Basse
Le bassin de la Basse est actuellement un pédiluve d'eau thermale situé à Ax-les-Thermes, dans l'Ariège, en région Occitanie (France).

## Histoire
Construit en 1672, le bassin de la Basse est alimenté par les sources thermales de la Basse et du Rougeron. Anciennement recouvert d'un toit en ardoise, il servait principalement aux lavandières pour le rinçage du linge grâce à une eau à 18 °C.
Il a été restauré par la commune en 2008, et est aujourd'hui ouvert au public comme pédiluve, à l'instar du célèbre bassin des Ladres,.